# Kristi Noem
Pour les articles homonymes, voir Arnold et Noem.
Kristi Noem, née Arnold le 30 novembre 1971 à Watertown (Dakota du Sud), est une femme politique américaine. Membre du Parti républicain, elle est secrétaire à la Sécurité intérieure des États-Unis depuis le 25 janvier 2025. Elle est auparavant gouverneure du Dakota du Sud de 2019 à 2025 et représentante de l'État à la Chambre des représentants des États-Unis de 2011 à 2019.

## Biographie

### Jeunesse, études et vie privée
Kristi Lynn Arnold grandit dans le ranch familial dans le comté de Hamlin au Dakota du Sud. Elle épouse Bryon Noem à l'âge de 20 ans. Après le décès de son père en 1994, elle arrête ses études à l'université d'État du Nord (en) et reprend l'exploitation du ranch situé près de Castlewood. Elle suit des cours en ligne à l'université du Dakota du Sud et obtient un Bachelor of Arts en science politique à l'université d'État du Dakota du Sud.
Elle est mariée depuis 1992 à l'entrepreneur et assureur Bryon Noem, avec qui elle a trois enfants,,.

### Chambre des représentants du Dakota du Sud
Kristi Noem est élue à la Chambre des représentants du Dakota du Sud en 2006 et réélue en 2008,. Elle devient l'une des adjointes au chef de la majorité républicaine en 2010.

### Chambre des représentants des États-Unis
Kristi Noem se présente aux élections de 2010 pour la Chambre des représentants des États-Unis. Elle remporte la primaire républicaine avec 42 % des voix face au secrétaire d'État Chris Nelson (35 %) et au représentant d'État Blake Curd (23 %). Souvent comparée à Sarah Palin, elle devient une égérie du Tea Party et se retrouve dans une course serrée contre la représentante démocrate sortante Stephanie Herseth Sandlin. Le 2 novembre 2010, elle est élue avec 48,1 % des voix, battant Herseth Sandlin qui obtient les 45,9 % voix restantes. Elle est réélue avec 57,5 % des suffrages en 2012 et 66,5 % en 2014.
Elle est reconduite pour un quatrième mandat avec 28 points d'avance lors des élections de 2016. La semaine suivante, elle annonce sa candidature au poste de gouverneur du Dakota du Sud en 2018, pour succéder à Dennis Daugaard qui ne peut pas effectuer de troisième mandat. Selon la presse, cette annonce précoce est expliquée par l'interdiction votée le 8 novembre de donner plus de 4 000 dollars à une campagne pour le poste de gouverneur et qui prend effet le 16 novembre. Kristi Noem dispose en effet de 1,9 million de dollars sur son compte de campagne du Congrès, qu'elle souhaite transférer sur son compte pour l'élection au gouvernorat,.

### Gouverneur du Dakota du Sud
Longtemps donnée au coude-à-coude avec le procureur général Marty Jackley, Kristi Noem remporte la primaire républicaine avec 57 % des voix. Bien que le Dakota du Sud soit favorable aux républicains, elle se retrouve dans une course plus serrée que prévu face au chef de la minorité démocrate au Sénat du Dakota du Sud, Billie Sutton. Ce dernier est un démocrate conservateur avec une histoire forte, paralysé des jambes après un accident de rodéo. Le 6 novembre 2018, Noem est finalement élue avec trois points d'avance sur Sutton (51 % contre 48 %), la plus faible marge pour un gouverneur depuis les années 1980. Elle est la première femme élue gouverneure du Dakota du Sud,. Elle prête serment et entre en fonction le 5 janvier 2019.
Durant la pandémie de Covid-19, elle adopte une politique peu restrictive et autorise des événements qui furent des clusters massifs de contagions. Le taux de mortalité de l'État est l'un des plus élevés du pays.
Kristi Noem est réélue en 2022 avec 62 % des voix en battant Jamie Smith, le chef de minorité démocrate de la chambre des représentants de l'État.
Elle fut un temps considérée comme l'une des principales favorites pour être colistière, éventuelle vice-présidente, pour Donald Trump lors de la campagne présidentielle de 2024,.
Interrogée par Fox News sur la défense de la frontière au Texas, elle commet une bourde en déclarant : « Le Texas et les treize autres premières colonies n'aurait jamais accepté de signer le traité qui entérina la première Constitution des Etats-Unis s'ils ne croyaient pas en leur droit de se défendre ». Or le Texas est devenu un État en 1845.

### Ministre de la Sécurité intérieure des États-Unis
Le 12 novembre 2024, le président-élu Donald Trump annonce l'avoir choisie pour devenir ministre de la Sécurité intérieure (DHS) dans sa seconde présidence. Le 25 janvier 2025, sa nomination est confirmée par le Sénat, par 59 voix contre 34. Elle démissionne alors de son poste de gouverneur du Dakota du Sud.
Elle devient alors la figure des raids anti-immigrants aux États-Unis.
En avril 2025, elle se fait voler son sac à main dans un restaurant de Washington contenant entre autres son passeport, son permis de conduire, son badge d'accès au DHS, et environ 3 000 dollars en espèces.

## Polémiques
En avril 2024 est révélé par The Guardian un extrait de son livre No Going Back: The Truth on What's Wrong with Politics and How We Move America Forward, qui doit sortir en mai suivant. Kristi Noem y raconte comment elle a abattu son chien, Cricket, un Drahthaar, après une partie de chasse au faisan. Elle raconte qu'elle « détestai[t] ce chien » et qu'elle avait essayé de le dresser de différentes manières, sans y parvenir. Elle décrit également comment elle a, de la même façon, abattu un bouc. Dans son livre, elle se sert de ces exemples pour « illustrer sa volonté de faire des choses « difficiles, salissantes et laides » tant en politique que dans la vie ».
Les révélations provoquent une importante polémique sur les réseaux sociaux, qui la pousse à se défendre. Elle se justifie sur Twitter, déclarant : « We love animals, but tough decisions like this happen all the time on a farm. » (« Nous aimons les animaux, mais des décisions difficiles comme celles-ci surviennent tout le temps dans une ferme. »). La controverse est forte jusque chez les républicains et compromet les chances qu'elle soit colistière de Trump. Elle fait par ailleurs partie des élues républicaines qui aiment se mettre en scène avec des armes à feu.
Le 20 mai 2025, Kristi Noem, devant une commission du Sénat des États-Unis, définit faussement l'Habeas Corpus, principe fondamental du droit anglo-saxon qui garantit tout individu contre l'arbitraire en lui permettant de pouvoir contester en justice son arrestation ou sa détention. Elle déclare au contraire que « l'Habeas Corpus est le droit constitutionnel en vertu duquel le président doit pouvoir expulser des gens de ce pays ».

## Publications
- Not My First Rodeo: Lessons from the Heartland, 2022
- No Going Back: The Truth on What's Wrong with Politics and How We Move America Forward [Pas de retour en arrière : la vérité sur ce qui ne va pas en politique et comment nous faisons avancer l'Amérique], 2024